# Limacus
Limacus is een geslacht van weekdieren uit de klasse van de Gastropoda (slakken). In het verleden werd het meestal beschouwd als een ondergeslacht van Limax of als een synoniem van Limax. In veel recente werken wordt het nu opgevat als een apart geslacht, in andere werken als een ondergeslacht van Limax. Het geslacht omvat momenteel slechts twee soorten, die oorspronkelijk waarschijnlijk beperkt waren tot Zuid-Europa. Een van de twee soorten is inmiddels echter bijna wereldwijd antropogeen geïntroduceerd en kan als neozoa aanzienlijke schade aanrichten aan cultuur- en tuinplanten.

## Kenmerken
De twee vertegenwoordigers van het geslacht Limacus zijn ongeveer 7 tot 13 cm lang en relatief slank. De kiel is kort en slechts onduidelijk ontwikkeld. De kleur is variabel, maar gele tot groene tinten overheersen. Het kleurpatroon bestaat uit donkere vlekken die onregelmatig zijn en niet in rijen of groepen gerangschikt. De darm heeft drie lussen, waarvan de derde lus erg kort is. Beide soorten van het geslacht hebben ook een lange blindedarm (in tegenstelling tot andere slakkengeslachten). De bursa copulatorix heeft een verbinding met de eileider (niet met de penis zoals bij de andere Limacinae-geslachten). De penis is korter dan de helft van de lichaamslengte. De prostaat en de baarmoeder, beide dicht bij elkaar, strekken zich uit tot bijna het atrium, waar ze zich niet ver van de albumineklier verenigen. De zaadleider is daarom erg kort.

## Leefwijze
De twee soorten eten dood, zelden vers plantaardig materiaal.

## Geografische verspreiding en leefgebied
Het verspreidingsgebied van de twee soorten was oorspronkelijk waarschijnlijk beperkt tot Zuid- en West-Europa. In de tussentijd is in ieder geval de lichte aardslak antropogeen geïntroduceerd, niet alleen in heel Europa, maar ook in gematigde klimaten over de hele wereld. Het oorspronkelijke verspreidingsgebied is daarom zeer moeilijk te definiëren. De lichte aardslak, die vroeger veel voorkwam in kelders als culturele opvolger van de mens, is tegenwoordig zeldzaam geworden door een betere opslag van voedselvoorraden en wordt in sommige regio's zelfs met uitsterven bedreigd. 

## Taxonomie
Het taxon werd voor het eerst wetenschappelijk beschreven in 1864 door Rudolf Lehmann. De enige soort van het nieuwe geslacht was Limacus breckworthianus, een zogenaamd nieuwe soort uit Breckworth (locatie kon niet worden gevonden), de staat Victoria, Australië. Later bleek dat deze soort een jonger synoniem is van Limacus flavus (Linnaeus, 1758), een Europese soort die al naar Australië was vervoerd. Tegenwoordig wordt Limacus gedeeltelijk gerekend als een onafhankelijk geslacht binnen de onderfamilie Limacinae, gedeeltelijk als een ondergeslacht van Limax.

## Soort
- Limacus flavus (Linnaeus, 1758) = Lichte aardslak
- Limacus maculatus (Kalenczenko, 1851)

Twee andere soorten zijn onzeker. Evans (1986) beoordeelt ze als goede soorten, terwijl Wiktor (2001) ze verwerpt als jongere synoniemen van Limacus maculatus:
- Limacus pseudoflavus Evans, 1978
- Limacus grossui Lupu, 1971